# Krásná (Karlovy Vary)
Krásná (in tedesco Schönbach o Schönbach bei Asch) è un comune della Repubblica Ceca facente parte del distretto di Cheb, nella regione di Karlovy Vary.

## Geografia fisica
Il villaggio è distribuito su una vasta area, situato nella parte occidentale della Boemia, nel distretto di Cheb, a 643 metri sul livello del mare. Le case di Krásná sono strettamente collegate a quelle della città occidentale di Aš, e insieme formano una sola unità, nonostante il fatto che sono due comuni indipendenti.
I comuni limitrofi sono Schönlind, Reichenbach e Grünauer Vorwerk ad ovest, Steinpöhl, Štítary, Studánka e Hranice a nord, Podhradí ad est e Aš, Neuhausen, Wildenau, Lauterbach, Erkersreuth, Nový Ždár, Schatzbach, Mühlbach, Laubbühl, Dürrewiesen e Längenau a sud.

## Storia
La prima menzione scritta del paese risale al 1331, quando il villaggio apparteneva alla famiglia dei Neubergů, che in seguito furono esiliati. Ulteriori menzione possono essere trovate nel registro del monastero, scritte nel 1395, e poi di nuovo in un documento del 1417 inviato dall'imperatore Václav al comune di Cheb contenente una protesta contro l'occupazione dei Burgravio.
Intorno al 1910, la popolazione del paese arriva a 2350. Nel censimento del 1920, registra 2 014 abitanti, di cui 1860 tedeschi. Moltissimi tedeschi furono cacciati dopo il 1945.
Tra il 1960 e il 1989 fu integrata nella città di As, poi divenne un comune indipendente.

### Presente
Attualmente, dopo la costruzione di numerosi edifici e nuove case, il numero di abitanti ha ricominciato ad aumentare. Di recente, l'edificio dell'ex caserma militare è stato ricostruito e trasformato in un blocco di case.

## Galleria d'immagini

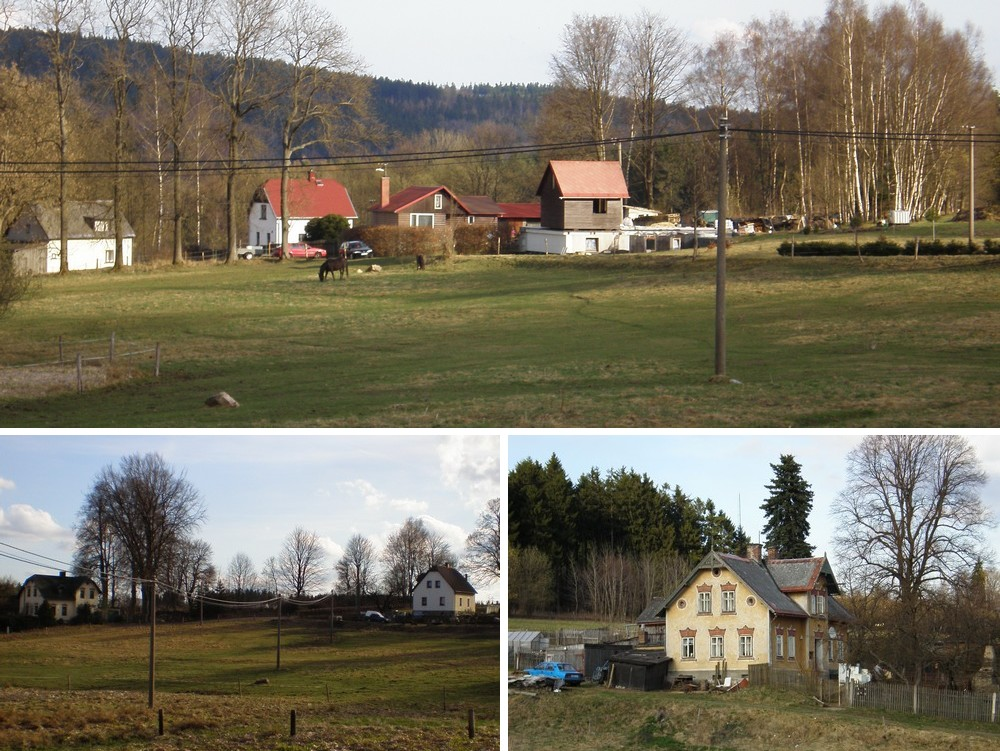
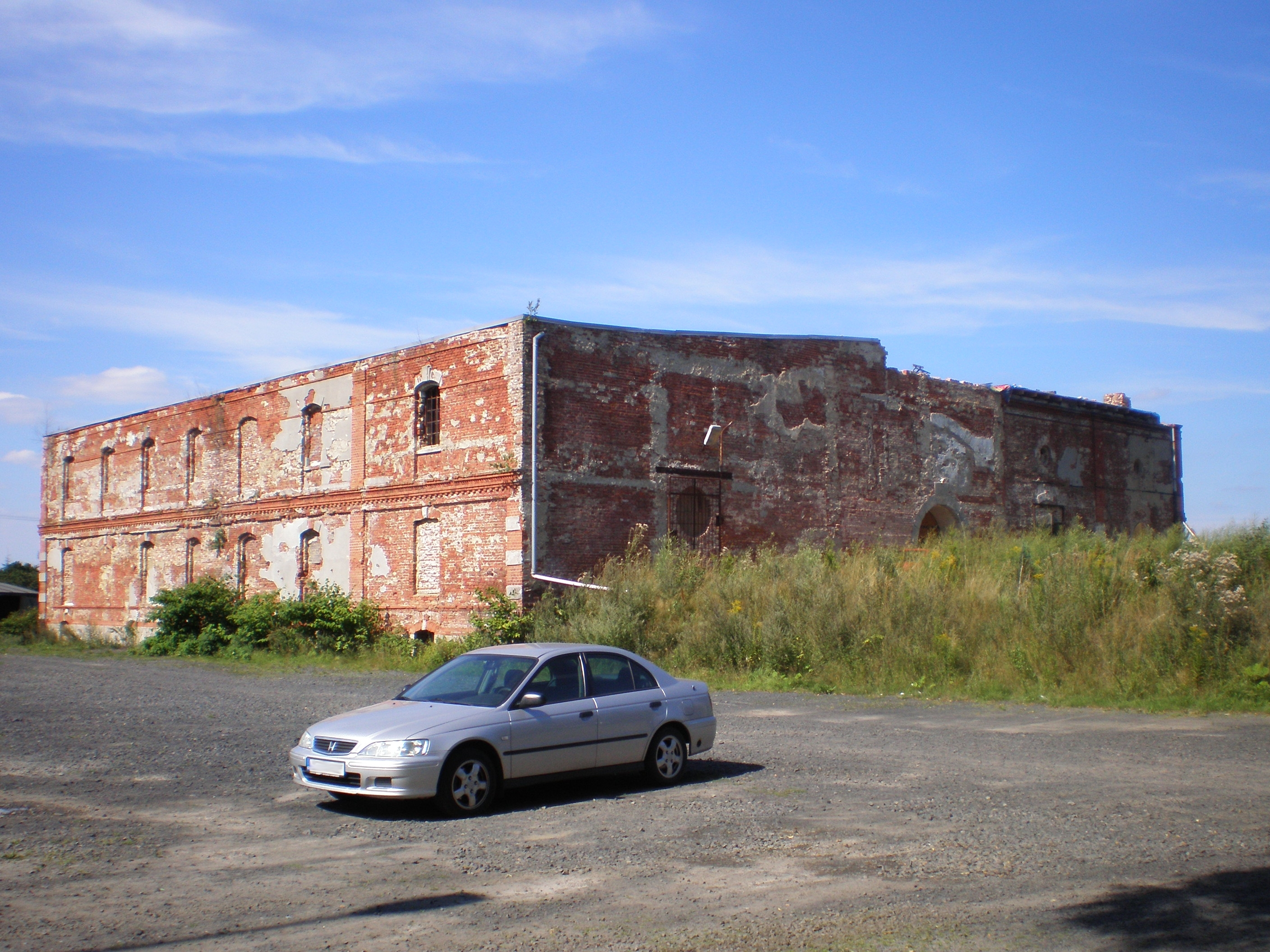
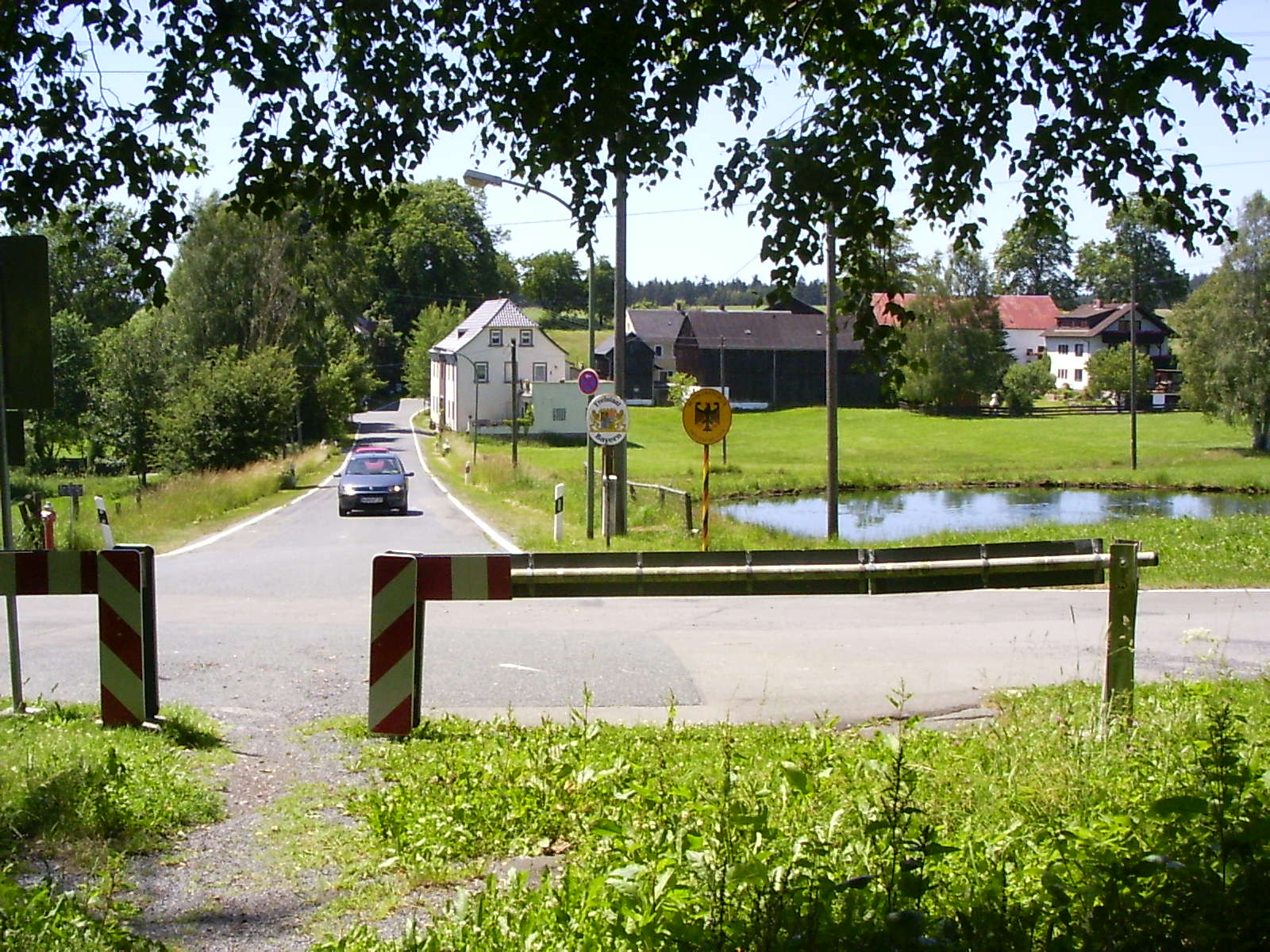
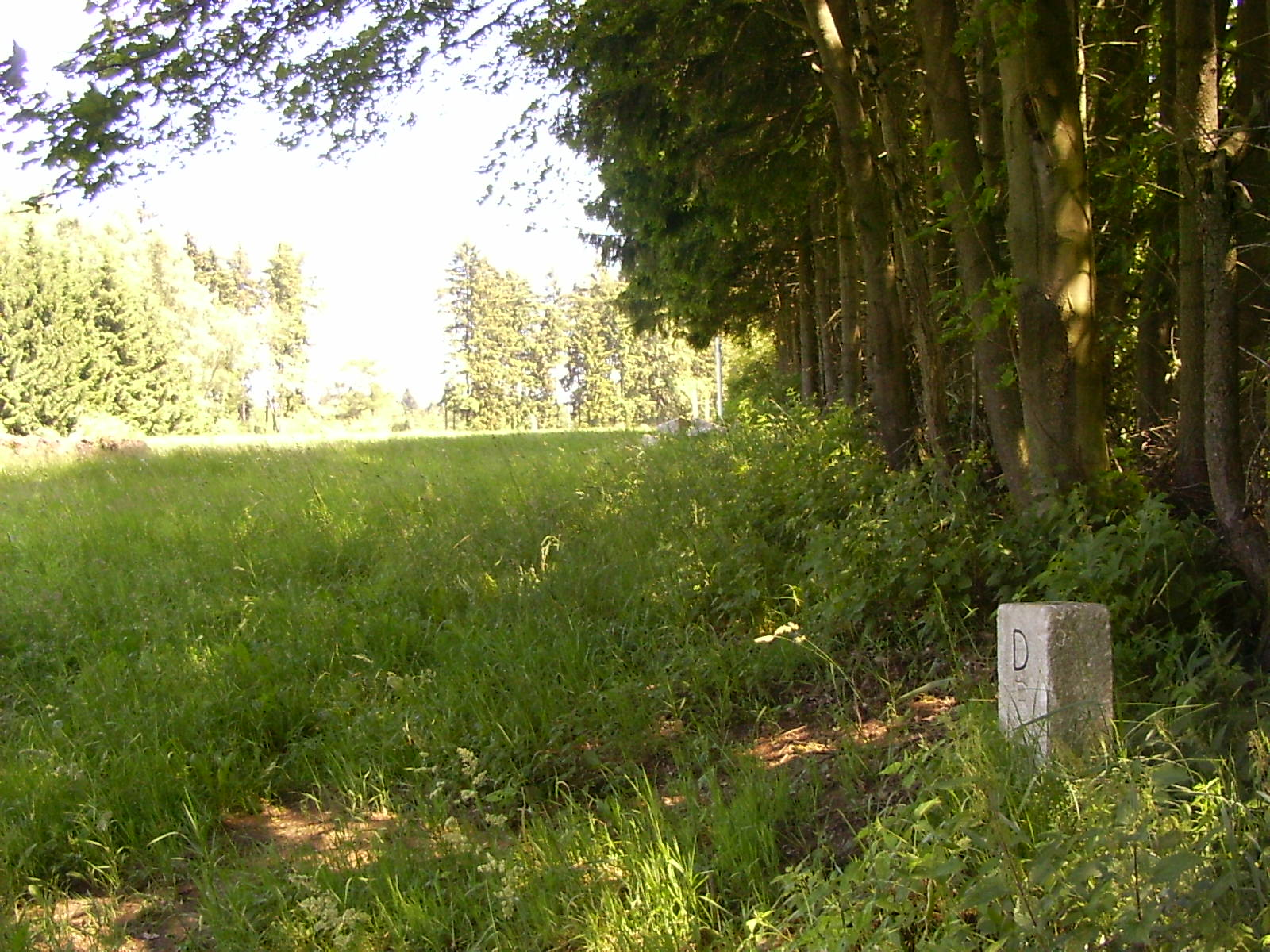
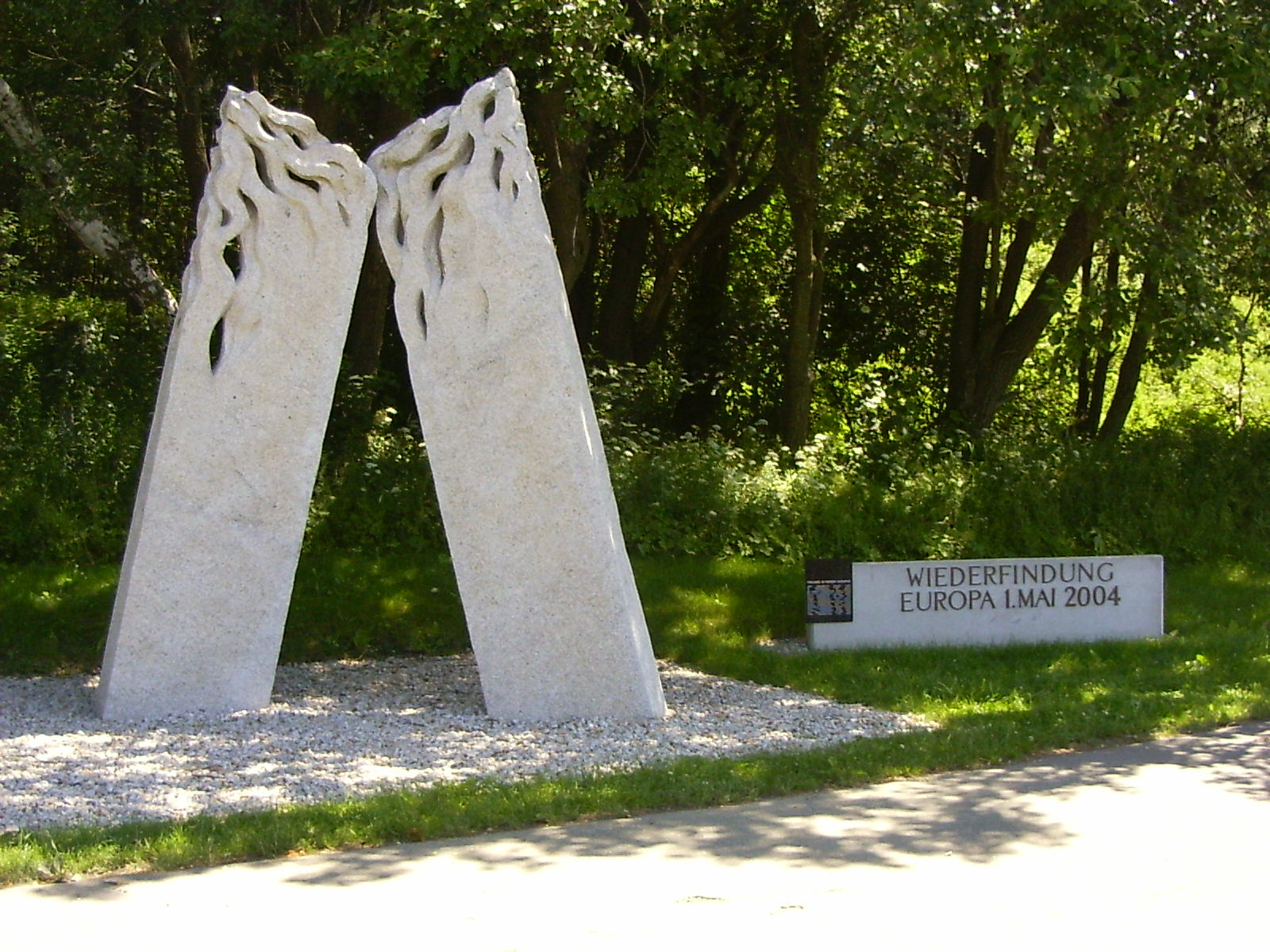
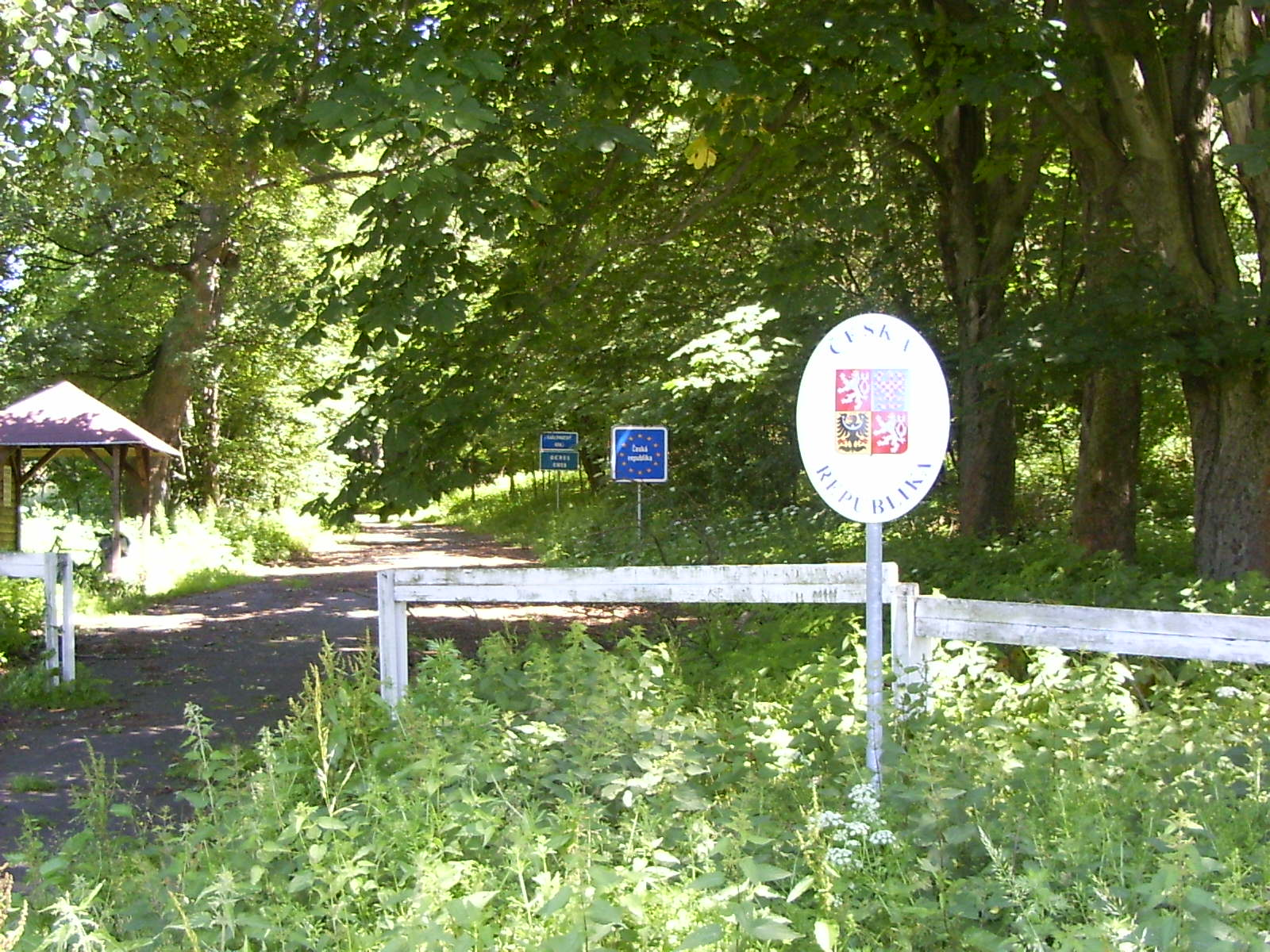

## Società

### Evoluzione demografica
| Anno        | 1850 | 1930 | 1947 | 1961 | 1970 | 1975 | 1991 | 1996 | 2001 | 2007 | 2008 | 2011 |
| ----------- | ---- | ---- | ---- | ---- | ---- | ---- | ---- | ---- | ---- | ---- | ---- | ---- |
| Popolazione | 924  | 2174 | 804  | 542  | 473  | 388  | 450  | 507  | 428  | 462  | 500  | 517  |